# Philippe Abbo Chen
Philippe Abbo Chen (* 10. Mai 1962 in Dadouar) ist ein tschadischer römisch-katholischer Ordensgeistlicher und Apostolischer Vikar von Mongo.

## Leben
Philippe Abbo Chen studierte Philosophie und Katholische Theologie am Grand Séminaire Saint Luc de Bakara in N’Djamena. Er empfing am 17. Mai 1997 das Sakrament der Priesterweihe. Von 1997 bis 1999 war Abbo Chen zunächst als Pfarrvikar tätig, bevor er Pfarrer in Marjan-Daffak und Verantwortlicher für die Berufungspastoral wurde. 2001 trat er dem Säkularinstitut Notre Dame de Vie bei und absolvierte bis 2002 das Noviziat.
2003 wurde Abbo Chen Pfarrer in Biktine. Von 2010 bis 2014 war er als Spiritual und Ökonom am Grand Séminaire de Philosophie Saint-Mbaga Tuzinde in Sarh tätig, bevor er Generalvikar und erneut Pfarrer in Biktine wurde. Seit 2019 absolvierte er ein Sabbatjahr in Venasque in Frankreich.
Am 14. Dezember 2020 ernannte ihn Papst Franziskus zum Apostolischen Vikar von Mongo. Der emeritierte Apostolische Vikar von Mongo, Henri Coudray SJ, spendete ihm am 27. Februar 2021 in der Kathedrale Saint-Ignace in Mongo die Bischofsweihe; Mitkonsekratoren waren der Erzbischof von N’Djaména, Edmond Jitangar, und der Bischof von Lai, Nicolas Nadji Bab.